# Jordan-kromme

Open jordan-kromme

Gesloten jordan-kromme

In de meetkundige topologie, een deelgebied van de wiskunde, is een jordan-kromme of enkelvoudige kromme, een kromme waar er maar één manier voor is om die zonder onderbreking van begin- naar eindpunt af of rond te lopen. Een jordan-kromme bestaat uit één stuk en kruist zichzelf niet. Jordan-krommen zijn genoemd naar de Franse wiskundige Camille Jordan. 

## Definitie
Een jordan-kromme of enkelvoudige kromme is een pad dat als 
topologische inbedding van het interval {\displaystyle I_{1}=[0,1]} of van de eenheidscirkel {\displaystyle S_{1}} in een topologische ruimte wordt gedefinieerd. 
De topologische inbedding van {\displaystyle I_{1}} noemt men een open jordan-kromme. Dit betekent dat het om krommen gaat die continu, zichzelf niet kruist en die een begin- en een eindpunt hebben. 
De inbedding van {\displaystyle S_{1}} wordt een gesloten jordan-kromme genoemd. De stelling van Jordan zegt dat iedere gesloten jordan-kromme {\displaystyle J} het vlak {\displaystyle \mathbb {R} ^{2}} in twee delen splitst: een inwendig en uitwendig gebied, met {\displaystyle J} de grens tussen beide. Een dergelijke gesloten kromme is een vrije lus. Men onderscheidt een gesloten jordan-kromme die in tegenwijzerzin wordt doorlopen en omgekeerd een die in wijzerzin wordt doorlopen. Als men de hoek vanuit een vast inwendig punt naar een punt op de kromme continu in tegenwijzerzin laat variëren met het doorlopen van de kromme dan neemt die in het eerste geval per omwenteling met {\displaystyle 2\pi } toe. Daarbij ligt het inwendige van de kromme links. 
In het eerste geval geldt, mits de integralen bestaan, voor de oppervlakte {\displaystyle A} van het inwendige:
{\displaystyle A={}\oint _{J}x{\rm {d}}y=-{}\oint _{J}y{\rm {d}}x}
Het  begrip 'jordan-kromme' wordt ook bij de definitie van planaire grafen gebruikt.
De combinatie van een open of gesloten jordan-kromme die een lijn een aantal keer snijdt, noemt men een meander.

## Websites
- MathWorld. Jordan Curve.